# بارنز میل (ویرجینیای غربی)
بارنز میل (به انگلیسی: Barnes Mill) یک منطقهٔ مسکونی در ایالات متحده آمریکا است که در شهرستان همپشر، ویرجینیای غربی واقع شده‌است.